# Liste der Monuments historiques im Département Vaucluse/A–L
Dieser Artikel listet einen Teil der Monuments historiques im Département Vaucluse in Frankreich auf.

## A

### Ansouis
- Liste der Monuments historiques in Ansouis

### Apt
- Liste der Monuments historiques in Apt

### Aubignan
- Liste der Monuments historiques in Aubignan

### Avignon
- Liste der Monuments historiques in Avignon

## B

### Le Barroux
- Liste der Monuments historiques in Le Barroux

### La Bastide-des-Jourdans
- Liste der Monuments historiques in La Bastide-des-Jourdans

### Le Beaucet
- Liste der Monuments historiques in Le Beaucet

### Beaumes-de-Venise
- Liste der Monuments historiques in Beaumes-de-Venise

### Beaumont-de-Pertuis
- Liste der Monuments historiques in Beaumont-de-Pertuis

### Beaumont-du-Ventoux
- Liste der Monuments historiques in Beaumont-du-Ventoux

### Bédarrides
- Liste der Monuments historiques in Bédarrides

### Bédoin
- Liste der Monuments historiques in Bédoin

### Bollène
- Liste der Monuments historiques in Bollène

### Bonnieux
- Liste der Monuments historiques in Bonnieux

### Buoux
- Liste der Monuments historiques in Buoux

## C

### Cabrières-d’Avignon
- Liste der Monuments historiques in Cabrières-d’Avignon

### Cadenet
- Liste der Monuments historiques in Cadenet

### Caderousse
- Liste der Monuments historiques in Caderousse

### Camaret-sur-Aigues
- Liste der Monuments historiques in Camaret-sur-Aigues

### Caromb
- Liste der Monuments historiques in Caromb

### Carpentras
- Liste der Monuments historiques in Carpentras

### Caseneuve
- Liste der Monuments historiques in Caseneuve

### Caumont-sur-Durance
- Liste der Monuments historiques in Caumont-sur-Durance

### Cavaillon
- Liste der Monuments historiques in Cavaillon

### Châteauneuf-de-Gadagne
- Liste der Monuments historiques in Châteauneuf-de-Gadagne

### Châteauneuf-du-Pape
- Liste der Monuments historiques in Châteauneuf-du-Pape

### Courthézon
- Liste der Monuments historiques in Courthézon

### Crestet
- Liste der Monuments historiques in Crestet

### Crillon-le-Brave
- Liste der Monuments historiques in Crillon-le-Brave

### Cucuron
- Liste der Monuments historiques in Cucuron

## E

### Entraigues-sur-la-Sorgue
- Liste der Monuments historiques in Entraigues-sur-la-Sorgue

## F

### Faucon
- Liste der Monuments historiques in Faucon

### Fontaine-de-Vaucluse
- Liste der Monuments historiques in Fontaine-de-Vaucluse

## G

### Gignac
- Liste der Monuments historiques in Gignac

### Gordes
- Liste der Monuments historiques in Gordes

### Goult
- Liste der Monuments historiques in Goult

### Grambois
- Liste der Monuments historiques in Grambois

### Grillon
- Liste der Monuments historiques in Grillon

## I

### L’Isle-sur-la-Sorgue
- Liste der Monuments historiques in L’Isle-sur-la-Sorgue

## J

### Jonquières
- Liste der Monuments historiques in Jonquières (Vaucluse)

### Joucas
- Liste der Monuments historiques in Joucas

## L

### Lacoste
- Liste der Monuments historiques in Lacoste (Vaucluse)

### Lagnes
- Liste der Monuments historiques in Lagnes

### Lapalud
- Liste der Monuments historiques in Lapalud

### Lauris
- Liste der Monuments historiques in Lauris

### Lioux
- Liste der Monuments historiques in Lioux

### Loriol-du-Comtat
| Bezeichnung                                      | Beschreibung | Gemeinde         | Standort                            | Kennzeichnung | Schutzstatus | Datum | Bild |
| ------------------------------------------------ | ------------ | ---------------- | ----------------------------------- | ------------- | ------------ | ----- | ---- |
| Aquäduktbrücke Cinq-Cantons                      |              | Loriol-du-Comtat | R.D. 950 Canal de Carpentras (Lage) | PA84000030    | Inscrit      | 2001  |      |
| Schloss Talaud Springbrunnen, Tor, Fassade, Dach |              | Loriol-du-Comtat | (Lage)                              | PA00082064    | Inscrit      | 1988  |      |

### Lourmarin
| Bezeichnung | Beschreibung | Gemeinde  | Standort                         | Kennzeichnung | Schutzstatus   | Datum          | Bild |
| --- | ------------ | --------- | -------------------------------- | ------------- | -------------- | -------------- | ---- |
| Fontaine de Lourmarin |              | Lourmarin | (Lage)                           | PA00082067    | Classé         | 1914           |      |
| Hôtel de Girard Innendekor |              | Lourmarin | Avenue Philippe-de-Girard (Lage) | PA84000023    | Inscrit        | 1998           |      |
| Pont à coquille sur l’Aigue-Brun |              | Lourmarin | R.D. 943 (Lage)                  | PA00082068    | Inscrit        | 1988           |      |
| Protestantische Kirche |              | Lourmarin | (Lage)                           | PA00082220    | Inscrit        | 1991           |      |
| Schloss Corrée Park, Anbau, Einfriedungsmauer, Stützmauer, Eingangstor, Wasserbecken, Reservoir, Springbrunnen, Zierbau, Hydraulikanlage, Innendekor |              | Lourmarin | Route de Lauris (Lage)           | PA84000037    | Inscrit        | 2003           |      |
| Schloss Lourmarin Park, Terrasse, Kamin, Fassade, Wendeltreppe, Innendekor                                                                           |              | Lourmarin | (Lage)                           | PA00082066    | Inscrit Classé | 1946 1948 1979 |      |
| Schmiede Schmiede, Haus, Dach |              | Lourmarin |                                  | PA00082065    | Inscrit        | 1974           |      |